# Pengrowth Energy
 (décembre 2023).
Pengrowth Energy Corporation (TSX: PGF, NYSE: PGH) est une compagnie canadienne de pétrole et de gaz naturel dont le siège social est à Calgary. Fondée en 1988 par l'entrepreneur James S. Kinnear de Calgary, elle est une des plus importantes fiducies de redevance au Canada, avec une capitalisation de 3 milliards US en 2013. Ses avoirs sont divisés presque à parts égales entre le pétrole et le gaz naturel.
Les avoirs de Pengrowth se situent dans le Bassin sédimentaire de l'Ouest canadien, une région géologique qui possède une riche histoire de production de pétrole brut et de gaz naturel. Outre ces possessions dans l'Ouest canadien, la compagnie a des avoirs dans l'Océan Atlantique, au large de la Nouvelle-Écosse.
Pengrowth produit des variétés de pétrole allant du pétrole brut lourd au pétrole léger, au gaz naturel liquide et au gaz naturel. Ses réserves prouvées em 2006 étaient de 200 millions de barils (32 000 000 m3 avec en plus 160 millions de barils (25 000 000 m3 de réserves probables. La production moyenne était de 62 821 bbl/j en 2006.
Outre ses réserves de pétrole et de gaz naturel, Pengrowth a étendu ses opérations aux sables bitumineux et au gaz de couche.
Pengrowth Energy paie un dividende élevé, d'un taux annuel de 15,9 % en 2008 et de 7,9 % en 2013. Ses paiements sont effectués mensuellement, ce qui est assez rare pour des firmes cotées au New York Stock Exchange. Les avoirs de Pengrowth étant considérés comme une ressource non renouvelable, ses dividendes ne sont pas taxés au taux habituel des dividendes, mais comme un revenu de capital plutôt qu'un revenu d"investissement, ce qui est un avantage supplémentaire aux États-Unis, et qui s'applique à toutes les fiducies de redevance aux États-Unis.

## Référence
1. ↑  Wall Street Journal, 30 juillet 2013, Pemgrowth

- (en) Cet article est partiellement ou en totalité issu de l’article de Wikipédia en anglais intitulé « Pengrowth Energy » (voir la liste des auteurs).